# Acacia calamifolia
Acacia calamifolia é uma espécie de leguminosa do gênero Acacia, pertencente à família Fabaceae.